# Jadwiga Bojanowska
Jadwiga Elżbieta Bojanowska, z domu Kulczycka (ur. 15 października 1905 w Jaśle, zm. 5 grudnia 2002 w Warszawie) – polska nauczycielka, podczas II wojny światowej uczestniczyła w konspiracji w Płońsku, była więźniarka niemieckich obozów koncentracyjnych Auschwitz-Birkenau i Ravensbrück.

## Życiorys
W 1928 w Krakowie ukończyła Państwowy Kurs Nauczycielski organizowany przez Henryka Rowida. W Krakowie ukończyła również szkołę śpiewu. Następnie rozpoczęła pracę jako nauczycielka w szkole powszechnej w Nowym Mieście w powiecie płońskim. W 1932 zamieszkała w Płońsku i objęła posadę nauczycielki w Publicznej Szkole Powszechnej im. Bolesława Chrobrego, w której założyła i prowadziła drużynę harcerską.
Po wybuchu II wojny światowej od października 1939 prowadziła w Płońsku tajne nauczanie i angażowała się w ruch oporu, będąc członkiem Polskiej Organizacji Zbrojnej, a następnie Armii Krajowej. W 1940 aresztowana przez Gestapo i wraz z dzieckiem osadzona w płońskim więzieniu, z którego została wkrótce zwolniona. 9 marca 1943 ponownie aresztowana przez Gestapo. Po aresztowaniu przesłuchiwana i torturowana w Nowym Dworze, Pułtusku, Warszawie, Krakowie i Działdowie. Następnie wywieziona do obozu koncentracyjnego Auschwitz-Birkenau. 
W Auschwitz-Birkenau, gdzie otrzymała numer obozowy 50200, przebywała od 20 lipca 1943 aż do ewakuacji obozu przez hitlerowców w „marszu śmierci” 17 stycznia 1945 do Wodzisławia. Następnie do 3 maja 1945 przebywała w obozie w Ravensbrück.
Po powrocie z obozu koncentracyjnego zamieszkała z rodziną w Płocku, gdzie rozpoczęła pracę nauczyciela w szkole powszechnej nr 7. W 1953 po uzyskaniu dyplomu Akademii Wychowania Fizycznego w Warszawie prowadziła zajęcia w Liceum Pedagogicznym w Płocku. Jako osoba aktywna społecznie i religijna, była kontrolowana przez Służbę Bezpieczeństwa.
Po przejściu na emeryturę w 1967 nadal pracowała w szkołach zawodowych Płocka. Działa także m.in. w płockim oddziale Związku Nauczycielstwa Polskiego oraz Polskim Związku Byłych Więźniów Politycznych Hitlerowskich Więzień i Obozów Koncentracyjnych.
Została pochowana na Cmentarzu Miejskim w Płocku.

## Rodzina
Była córką Antoniego Kulczyckiego (1867–1942) i Anny Wawszczak (1877–1966). Miała 3 braci i 5 sióstr. 17 sierpnia 1930 w Płońsku wyszła za mąż za Stanisława Bojanowskiego, z którym miała dwoje dzieci: Barbarę (1934), lekarza medycyny i Janusza (1937–2016), lekarza weterynarii.

## Odznaczenia
Za współpracę w walce o wolność Polski i pobyt w Auschwitz-Birkenau oraz osiągnięcia w pracy zawodowej otrzymała takie odznaczenia jak m.in.:
- Krzyż Oświęcimski
- Medal Zwycięstwa i Wolności 1945
- Odznaka 1000-lecia Państwa Polskiego
- Odznaka Grunwaldzka
- Medal Komisji Edukacji Narodowej
- Złota Odznaka ZNP
- Medal 40-lecia Polski Ludowej